# Funaria groutiana
Funaria groutiana är en bladmossart som beskrevs av Allan James Fife 1979. Funaria groutiana ingår i släktet spåmossor, och familjen Funariaceae. Inga underarter finns listade i Catalogue of Life.